# Jan Kovář (kněz)
Jan Kovář (* 25. ledna 1956 Třebíč) je český římskokatolický kněz, v letech 2002 až 2016 farář v Jaroměřicích nad Rokytnou.
Vyrůstal ve Slavěticích. Jeden jeho strýc Bohumil Kovář byl jezuitou, druhý, Antonín Zdeněk Kovář, kapucínem. Jeho bratr Jiří je rovněž jezuitou. Sestry jeho babičky byly řeholnice – jedna z nich, Marie Methodie Bradáčová (1886-1984 Pittsburgh) dokonce byla v Severní Americe představenou Školských sester. Vystudoval Vysokou školu zemědělskou v Brně, po jejím absolvování pracoval v Třebíči ve výpočetní stanici. Při první přihlášce na bohosloveckou fakultu (před listopadem 1989) ho odmítli přijmout kvůli tomu, že už absolvoval jinou vysokou školu. Pracoval tedy jako sanitář v nemocnici. Na teologii mohl nastoupit až v roce 1989, nejprve studoval dálkově, od roku 1990 už řádně.
Kněžské svěcení přijal 17. června 1995 v Brně z rukou Mons. Vojtěcha Cikrleho. Po vysvěcení působil jako farní vikář nejprve krátce ve Velkých Němčicích a následně v Uherčicích (zde byl starší než jeho farář), Blansku, Troubsku a následně byl ustanoven administrátorem ve Střelicích a roku 2002 se stal farářem v Jaroměřicích nad Rokytnou.
Při svém kněžském působení v Jaroměřicích nad Rokytnou pozval do farnosti lidové misionáře a inicioval opravu varhan ve zdejším kostele. V září 2016 se stal farářem hrotovické farnosti.